# Семко-Казачук Семен Михайлович
Семен Михайлович Семко-Козачук (нар. 1889, Україна — пом. 17 лютого 1938, Соловки, Росія) — український радянський діяч, економіст. Член ВУЦВК. Ректор створеного на базі Київського університету Вищого інституту народної освіти в Києві (1926—1929).

## Життєпис
Народився у 1889 році на заході України. До революції — офіцер австро-угорської армії. Пізніше — член ВКП(б) та член ВУЦВК.
Працював завідувачем Держстраху Наркомфіну УСРР, ректором Вищого інституту народної освіти в Києві (1926—1929). Далі працював у Наркоматі освіти як завідувач методсектору НКО УСРР (1930) і відповідальний редактор історико-архівознавчого журналу «Архів радянської України» (1932—1933).
Заарештований 8 січня 1935 р. Засуджений до 7 років виправно-трудових таборів. У 1938 році за «контрреволюційну агітацію серед ув'язнених» розстріляний.